# Mauro Lalli

Erzbischofswappen von Mauro Lalli

Mauro Lalli (* 17. September 1965 in Atessa, Provinz Chieti) ist ein italienischer römisch-katholischer Geistlicher, Erzbischof und Diplomat des Heiligen Stuhls.

## Leben
Mauro Lalli studierte Philosophie und Katholische Theologie am Päpstlichen Priesterseminar der Kirchenregion Abruzzen-Molise. Er empfing am 14. Juli 1990 das Sakrament der Priesterweihe für das Erzbistum Chieti-Vasto.
Nach der Priesterweihe war Mauro Lalli zunächst von 1990 bis 1995 als Pfarrvikar und als Religionslehrer im Erzbistum Chieti-Vasto tätig. Von 1995 bis 1999 setzte er seine Ausbildung an der Päpstlichen Diplomatenakademie in Rom fort. Daneben wurde er 1999 an der Päpstlichen Lateranuniversität in Rom bei Maria Rita Petrongari mit der Arbeit La soggettività del concepito quale necessaria affermazione per il pieno riconoscimento della persona umana in ambito giuridico („Die Subjektivität des Gedachten als notwendige Bestätigung für die volle Anerkennung der menschlichen Person im Rechtsbereich“) zum Doktor beider Rechte promoviert. Lalli trat am 1. Juli 1999 in den diplomatischen Dienst des Heiligen Stuhls ein. Er war an den Nuntiaturen in Guatemala (1999–2002), in der Demokratischen Republik Kongo (2002–2004), in Mosambik (2004–2007), in Rumänien (2007–2009), in Kroatien (2009–2013), in Indien (2013–2017), im Irak (2017–2021) und in Jordanien (2017–2021) tätig. Zuletzt war Lalli Nuntiaturrat an der Nuntiatur in der Republik Zypern. Papst Johannes Paul II. verlieh ihm am 30. Juni 2001 den Ehrentitel Päpstlicher Ehrenkaplan und Papst Franziskus am 9. Oktober 2015 den Ehrentitel Päpstlicher Ehrenprälat.
Am 1. März 2024 ernannte ihn Papst Franziskus zum Titularerzbischof von Pausulae und zum Apostolischen Nuntius in Papua-Neuguinea. Die Bischofsweihe spendete ihm Kardinalstaatssekretär Pietro Parolin am 11. Mai desselben Jahres in der Kathedrale San Giustino in Chieti. Mitkonsekratoren waren der Präsident der Päpstlichen Diplomatenakademie, Erzbischof Salvatore Pennacchio, und der Erzbischof von Chieti-Vasto, Bruno Forte. Lalli wählte den Wahlspruch Ecclesia florescit („Die Kirche lebt wieder auf“). Am 14. Mai 2024 berief ihn Papst Franziskus zudem zum Apostolischen Nuntius auf den Salomonen.
Am 15. Januar 2025 wurde Mauro Lalli durch Maurizio Bravi als Apostolischer Nuntius in Papua-Neuguinea und auf den Salomonen abgelöst.

## Schriften
- La soggettività del concepito quale necessaria affermazione per il pieno riconoscimento della persona umana in ambito giuridico. Pontificia Università Lateranense, Rom 2001, OCLC 313820997.